# Ministro de las Fuerzas Armadas (Francia)
El Ministro de las Fuerzas Armadas (en francés: Ministre des Armées, lit. 'Ministro de los Ejércitos') es el líder y funcionario de mayor rango del Ministerio de las Fuerzas Armadas francés, encargado de dirigir las Fuerzas Armadas francesas. El ministro es el tercer civil de mayor autoridad sobre el ejército francés, detrás del presidente de la República y del primer ministro. Según el gobierno, podrán ser asistidos por un ministro o secretario de estado encargado de los asuntos de los veteranos.
El cargo se considera uno de los puestos clave del Gobierno de Francia. Desde el 20 de mayo de 2022, el ministro de las Fuerzas Armadas es Sébastien Lecornu, la 45.ª persona que ocupa el cargo.

## Período y funciones
Como jefe de las fuerzas armadas, el ministro forma parte del Consejo de Defensa. Además de su autoridad sobre las fuerzas armadas, el ministro también dirige la comunidad de inteligencia exterior y militar. En esta capacidad, también es miembro del Consejo Nacional de Inteligencia.
Aunque el ministro de las Fuerzas Armadas es el funcionario responsable de los asuntos de los veteranos, generalmente delegan sus poderes a un ministro subordinado o secretario de estado dedicado.
Los subordinados militares directos del ministro son:
- Jefe del Estado Mayor de Defensa
- Dirección General del Armamento
- Secretario general de la Administración